# Derek Riordan
Derek George Riordan (Edimburgo, Escocia, 16 de enero de 1983) es un futbolista escocés que juega de delantero.

## Clubes
| Club                            | País       | Año       |
| ------------------------------- | ---------- | --------- |
| Hibernian F. C.                 | Escocia    | 2001-2006 |
| Cowdenbeath F. C. (cedido)      | Escocia    | 2003      |
| Celtic F. C.                    | Escocia    | 2006-2008 |
| Hibernian F. C.                 | Escocia    | 2008-2011 |
| Shaanxi Renhe Commercial Chanba | China      | 2011      |
| St. Johnstone F. C.             | Escocia    | 2012      |
| Bristol Rovers F. C.            | Inglaterra | 2012      |
| Alloa Athletic F. C.            | Escocia    | 2014      |
| East Fife F. C.                 | Escocia    | 2015      |
| York City F. C.                 | Inglaterra | 2016      |
| Edinburgh City F. C.            | Escocia    | 2017      |

## Palmarés

### Títulos nacionales
| Título                    | Club         | País    | Año     |
| ------------------------- | ------------ | ------- | ------- |
| Premier League de Escocia | Celtic F. C. | Escocia | 2006-07 |
| Copa de Escocia           | Celtic F. C. | Escocia | 2006-07 |
| Premier League de Escocia | Celtic F. C. | Escocia | 2007-08 |